# Brindley Heath
Brindley Heath es una parroquia civil del distrito de Cannock Chase, en el condado de Staffordshire (Inglaterra).

## Geografía
Según la Oficina Nacional de Estadística británica, Brindley Heath tiene una superficie de 22,56 km².

## Demografía
Según el censo de 2001, Brindley Heath tenía 862 habitantes (49,07% varones, 50,93% mujeres) y una densidad de población de 38,21 hab/km². El 21,46% eran menores de 16 años, el 74,36% tenían entre 16 y 74, y el 4,18% eran mayores de 74. La media de edad era de 37,49 años. Del total de habitantes con 16 o más años, el 28,36% estaban solteros, el 55,24% casados, y el 16,4% divorciados o viudos.
Según su grupo étnico, el 99,19% de los habitantes eran blancos, el 0,46% mestizos, y el 0,35% negros. La mayor parte (99,19%) eran originarios del Reino Unido y el resto (0,81%) había nacido en cualquier otro lugar, salvo en los países europeos. El cristianismo era profesado por el 77,09%, mientras que el 14,65% no eran religiosos y el 8,26% no marcaron ninguna opción en el censo.
Había 326 hogares con residentes y 6 vacíos.